# Arimantas Dumčius
Arimantas Dumčius (ur. 4 stycznia 1940 w Kownie) – litewski polityk, lekarz, kardiochirurg, wykładowca akademicki, od 2004 do 2016 poseł na Sejm.

## Życiorys
Jego ojciec zasiadał we władzach miejskich Kowna. W 1941 całą rodzinę deportowano do obwodu archangielskiego. Na Litwę powrócił w 1947 wraz z matką.
Ukończył w 1965 studia w Instytucie Medycznym w Kownie. Następnie do 2004 pracował jako chirurg w kowieńskim szpitalu klinicznym.
Jednocześnie w 1966 zajął się działalnością naukową na swojej macierzystej uczelni, od 1998 działającej jako Uniwersytet Medyczny. Zajmował kolejno stanowiska asystenta, od 1977 docenta, a w 1986 został profesorem w zakresie kardiochirurgii. W latach 1979–2004 kierował instytutem kardiologii w swojej szkole wyższej. Przeprowadził łącznie około 2,5 tys. operacji serca i naczyń krwionośnych. Wypromował kilku profesorów i około 20 doktorów nauk medycznych, opublikował kilkaset prac naukowych, opatentował blisko 20 wynalazków.
Od 1966 należał do KPZR. W 1988 został członkiem wolnościowego Sąjūdisu, rok później znalazł się wśród sygnatariuszy deklaracji domagającej się wolnych wyborów, publikował także inne odezwy niepodległościowe.
W 1995 przystąpił do Litewskiego Związku Więźniów Politycznych i Zesłańców. W 2002 został radnym rady miejskiej Kowna, w której stanął na czele komisji ds. zdrowia. W 2004 przystąpił wraz ze swoim dotychczasowym ugrupowaniem do Związku Ojczyzny. W tym samym roku z listy konserwatystów wybrano go do Sejmu.
W wyborach w 2008 utrzymał mandat deputowanego na kolejną kadencję, pokonując w okręgu Kowno-Kalniečiai w drugiej turze Stanislovasa Buškevičiusa. W 2012 również uzyskał reelekcję. W parlamencie zasiadał do 2016, pod koniec ostatniej swojej kadencji był deputowanym niezależnym.